# Jiovany Ramos
Jiovany Javier Ramos Díaz (Ciudad de Panamá, Panamá; 26 de enero de 1997) es un futbolista panameño que juega como defensa y su equipo actual es la Academia Puerto Cabello de la Primera División de Venezuela .

## Trayectoria

### San Francisco F. C.
Se formó en la cantera del San Francisco F. C., debutó con el club el 22 de octubre de 2015 en la victoria 8 a 0 contra el Verdes F. C. en el Estadio Maracaná de Panamá en donde al minuto 59, jugó 1 partido en la Liga de Campeones de la Concacaf 2015-16, estuvo en la banca en la LPF Clausura 2016, su debut profesional en la Primera División de Panamá fue 20 de agosto de 2016 en el empate 0 a 0 contra el C. D. Plaza Amador en el Estadio Óscar Suman Carrillo en donde jugó todo el partido, en la LPF Apertura 2016 jugó 9 partidos, jugó 2 partidos en la LPF Clausura 2017, jugó 16 partidos en la LPF Apertura 2017, jugó 14 partidos y anotó 1 gol en la LPF Clausura 2018 llegando hasta semifinales, jugó 18 partidos en el Torneo Apertura 2018 llegando hasta semifinales, jugó 13 partidos en el Torneo Clausura 2019 quedando subcampeón de dicho torneo, jugó 18 partidos y anotó 1 gol en el Torneo Apertura 2019 llegando hasta los Play-Offs, jugó 1 partido en la Liga Concacaf 2019, jugó 6 partidos en el Torneo Apertura 2020 suspendido por el COVID-19.

### C. A. Independiente
El 5 de octubre de 2020 fue anunciado como nuevo jugador del Independiende de la Chorrerra. Debutó con el club el 22 de octubre de 2020 en el empate 0 a 0 contra en el Antigua Guatemala en el Estadio Rommel Fernández en la Liga Concacaf 2020 en dicho torneo jugó 1 partido quedando eliminado en ronda preliminar en penales, jugó 11 partidos y anotó 1 gol en el Torneo Clausura 2020 saliendo campeón en dicho torneo.

### Atlético Venezuela
El 2 de marzo de 2021 fue anunciado como nuevo jugador del Atlético Venezuela cedido por el Independiente de La Chorrerra. Debutó el 16 de abril de 2021 en la victoria 3 a 2 contra el Metropolitanos F. C. en el Estadio Brígido Iriarte saliendo de titular y jugando todo el partido, con el club jugó 13 partidos y anotó 1 gol en la Primera División de Venezuela 2021.

### Deportivo La Guaira
El 6 de octubre de 2022 fue anunciado como nuevo jugador del Deportivo La Guaira, en forma de cesión. Debutó con el club el 24 de febrero de 2022 en el empate 1 a 0 contra el Metropolitanos F. C. en el Estadio Olímpico de la UCV saliendo de titular, jugando todo el partido, jugó 30 partidos y anotó 1 gol en la Primera División de Venezuela 2022, jugó 8 partidos y anotó 1 gol en la Copa Sudamericana 2022, quedando en la fase de grupos.

### Deportivo Táchira
El 6 de diciembre de 2022 lo anunciaron como nuevo jugador del Deportivo Táchira. Debutó con el club el 5 de febrero de 2023 en la victoria 3 a 0 contra los Estudiantes de Mérida en el Polideportivo de Pueblo Nuevo, saliendo de titular jugando todo el partido, jugó 32 partidos y anotó 2 goles en la Primera División de Venezuela 2023 saliendo campeón de dicho torneo, jugó 1 partido en la fase preliminar de la Copa Sudamericana 2023.

### Alianza Lima
El 18 de diciembre de 2023 fue anunciado como nuevo jugador del Alianza Lima. Así, se convirtió en el primer panameño en la historia que ha jugado por el elenco victoriano. 

## Selección nacional

### Categorías inferiores
Fue convocado por la selección sub-20 de Panamá para los Juegos Deportivos Centroamericanos en donde jugó 3 partidos quedando en primera ronda y para el Campeonato Sub-20 de la Concacaf de 2017 jugó llegando hasta la Fase de clasificación.

### Selección absoluta
Debutó con la selección absoluta el 25 de febrero de 2020 en el empate 0 a 0 contra Nicaragua en el Estadio Nacional de Fútbol de Nicaragua, jugó un partido en la Clasificación de Concacaf para la Copa Mundial de Fútbol de 2022, jugó 1 partido en la Liga de Naciones de la Concacaf 2022-23 y ha jugado 2 partidos en la Liga de Naciones de la Concacaf 2023-24.

### Participaciones en selección nacional
| Copa                                    | Categoría | Sede       | Resultado             | Partidos | Goles |
| --------------------------------------- | --------- | ---------- | --------------------- | -------- | ----- |
| Campeonato Sub-20 2017                  | Sub-20    | Costa Rica | Fase de clasificación | 4        | 0     |
| XI Juegos Deportivos Centroamericanos   | Sub-20    | Nicaragua  | Fase de grupos        | 0        | 0     |
| Liga de Naciones de la Concacaf 2019-20 | Absoluta  | Concacaf   | Fase de grupos        | 0        | 0     |
| Liga de Naciones de la Concacaf 2022-23 | Absoluta  | Concacaf   | Cuarto lugar          | 1        | 0     |
| Liga de Naciones de la Concacaf 2023-24 | Absoluta  | Concacaf   | Cuarto lugar          | 3        | 0     |

## Estadísticas

### Clubes
Actualizado al último partido disputado el 13 de julio de 2025.
| Club                                | Div.          | Temporada     | Liga  | Liga  | Copas nacionales | Copas nacionales | Copas internacionales | Copas internacionales | Total | Total |
| Club                                | Div.          | Temporada     | Part. | Goles | Part.            | Goles            | Part.                 | Goles                 | Part. | Goles |
| ----------------------------------- | ------------- | ------------- | ----- | ----- | ---------------- | ---------------- | --------------------- | --------------------- | ----- | ----- |
| San Francisco F. C. · Panamá        | 1.ª           | 2015-16       | 0     | 0     | 0                | 0                | 1                     | 0                     | 1     | 0     |
| San Francisco F. C. · Panamá        | 1.ª           | 2016-17       | 11    | 0     | 0                | 0                | ―                     | ―                     | 11    | 0     |
| San Francisco F. C. · Panamá        | 1.ª           | 2017-18       | 30    | 1     | 0                | 0                | ―                     | ―                     | 30    | 1     |
| San Francisco F. C. · Panamá        | 1.ª           | 2018-19       | 31    | 0     | 0                | 0                | ―                     | ―                     | 31    | 0     |
| San Francisco F. C. · Panamá        | 1.ª           | 2019          | 18    | 1     | 0                | 0                | 1                     | 0                     | 19    | 1     |
| San Francisco F. C. · Panamá        | 1.ª           | 2020          | 6     | 0     | 0                | 0                | 0                     | 0                     | 6     | 0     |
| San Francisco F. C. · Panamá        | Total club    | Total club    | 96    | 2     | 0                | 0                | 2                     | 0                     | 98    | 2     |
| C. A. Independiente · Panamá        | 1.ª           | 2020          | 11    | 1     | 0                | 0                | 1                     | 0                     | 12    | 1     |
| C. A. Independiente · Panamá        | Total club    | Total club    | 11    | 1     | 0                | 0                | 1                     | 0                     | 12    | 1     |
| Atlético Venezuela · Venezuela      | 1.ª           | 2021          | 13    | 1     | ―                | ―                | ―                     | ―                     | 13    | 1     |
| Atlético Venezuela · Venezuela      | Total club    | Total club    | 13    | 1     | 0                | 0                | 0                     | 0                     | 13    | 1     |
| Deportivo La Guaira · Venezuela     | 1.ª           | 2022          | 30    | 1     | ―                | ―                | 8                     | 1                     | 38    | 2     |
| Deportivo La Guaira · Venezuela     | Total club    | Total club    | 30    | 1     | 0                | 0                | 8                     | 1                     | 38    | 2     |
| Deportivo Táchira · Venezuela       | 1.ª           | 2023          | 32    | 2     | ―                | ―                | 1                     | 0                     | 33    | 2     |
| Deportivo Táchira · Venezuela       | Total club    | Total club    | 32    | 2     | 0                | 0                | 1                     | 0                     | 33    | 2     |
| Alianza Lima · Perú                 | 1.ª           | 2024          | 18    | 1     | 0                | 0                | 5                     | 0                     | 23    | 1     |
| Alianza Lima · Perú                 | Total club    | Total club    | 18    | 1     | 0                | 0                | 5                     | 0                     | 23    | 1     |
| C. A. Independiente · Panamá        | 1.ª           | 2025          | 8     | 0     | 0                | 0                | ―                     | ―                     | 8     | 0     |
| C. A. Independiente · Panamá        | Total club    | Total club    | 8     | 0     | 0                | 0                | 0                     | 0                     | 8     | 0     |
| Academia Puerto Cabello · Venezuela | 1.ª           | 2025          | 2     | 0     | 0                | 0                | ―                     | ―                     | 2     | 0     |
| Academia Puerto Cabello · Venezuela | Total club    | Total club    | 2     | 0     | 0                | 0                | 0                     | 0                     | 2     | 0     |
| Total carrera                       | Total carrera | Total carrera | 210   | 8     | 0                | 0                | 17                    | 1                     | 227   | 9     |

## Palmarés

### Títulos nacionales
| Título           | Club                | País      | Año    |
| ---------------- | ------------------- | --------- | ------ |
| Primera División | C. A. Independiente | Panamá    | 2020-C |
| Liga FUTVE       | Deportivo Táchira   | Venezuela | 2023   |